# Halagadikoppa, Siddapur
Halagadikoppa là một làng thuộc tehsil Siddapur, huyện Uttara Kannada, bang Karnataka, Ấn Độ.